# Mariluz Congosto
Mariluz Congosto Martínez (Henarejos, 1956) es una informática, investigadora y docente española especialista en análisis de redes sociales y visualización de datos.

## Trayectoria
Licenciada en Informática en la Universidad Politécnica de Madrid (1974-1979), empezó a trabajar como ingeniera en la compañía japonesa Fujitsu (1980-1995) y, desde 2000, ha trabajado en investigación y desarrollo con proyectos de innovación en el entorno de las telecomunicaciones para Telefónica (TESYS, MORE, EOC). Del 2000 al 2008, también realizó labores de divulgación tecnológica y colaboró con Fundación Telefónica creando plataformas de publicaciones digitales.
El 2016 se doctoró en Ingeniería Telemática por la Universidad Carlos III de Madrid. Unos años antes comenzó su trabajo como investigadora y docente de datos sociales, en particular en Twitter donde se centró en la propagación y caracterización de usuarios en Twitter dentro del entorno de los datos sociopolíticos.
A través del análisis de redes y visualización de datos desarrolla el objetivo de descubrir patrones de comportamiento, propagación de mensajes y caracterización de usuarios. Su principal interés de investigación se centra en patrones en las redes sociales, como la caracterización de usuarios, cómo se difunden los mensajes y el análisis de eventos.

Destacan sus trabajos en el análisis cuantitativo de la dinámica de las redes sociales. Como docente, está especializada en la visualización de datos, una disciplina aplicada en ingeniería, economía o periodismo.
"La visualización ayuda -explica- a poder analizar y a descubrir patrones de comportamiento en grandes volúmenes de datos, representar información compleja como las relaciones o generar animaciones que permitan ver la evolución en el tiempo. Por otra parte facilita la divulgación de los resultados de una investigación a personas que no tienen que ser expertas en la materia."
Congosto ha desarrollado la plataforma t-hoarder usada para capturar y visualizar datos sociales de Twitter y la plataforma metroaverias para medir la calidad del Metro de Madrid percibida por los usuarios de las diferentes líneas del Metro.
En la actualidad es Profesora Honorífica del Departamento de Ingeniería Telemática de la Universidad Carlos III.

## Publicaciones (selección)[10]
- Twitter y política: información, opinión y ¿predicción? (2011) con Montse Fernández y Esteban Moro Egido. Evoca Comunicación e Imagen
- Spanish Indignados and the evolution of the 15M movement on Twitter: towards networked para-institutions (2013) con Ismael Peña y Pablo Aragón. Journal of Spanish Cultural Studies 15 (1-2): 189-216. ISSN 1463-6204. doi:10.1080/14636204.2014.931678. .[11]
- La participación de la audiencia en la televisión: de la audiencia activa a la social. (2015) Varios autores. AIMC, Asociación para la Investigación de Medios de Comunicación
- Nuevos enfoques en la propagación de la reacción antifeminista en Twitter (2020) con Almazor, M. G., Canteli, M. J. P., Investigaciones feministas, 11[12]
- T-Hoarder: A framework to process Twitter data streams[13]
- Análisis de la audiencia social por medio de Twitter Caso de estudio: los premios Goya 2013 (2013) con L.Deltell; J.M.Osteso y F.Claes. Revista ICONO 14, Revista de comunicación y tecnologías emergentes.[14]